# Planety
Planety, op. 32 – siedmioczęściowa suita symfoniczna skomponowana przez angielskiego kompozytora Gustava Holsta, tworzona w latach 1914-1916.
Każda z części suity nosi nazwę jednej z planet Układu Słonecznego jako symbolu astrologicznego. Pierwsze publiczne wykonanie suity przez London Symphony Orchestra i Alberta Coatesa miało miejsce 15 listopada 1920 roku. Kompozycja natychmiastowo zyskała ogromną popularność. Brytyjska publiczność przyzwyczajona do zupełnie innego rodzaju muzyki przyjęła Planety z wielkim entuzjazmem.

## Struktura

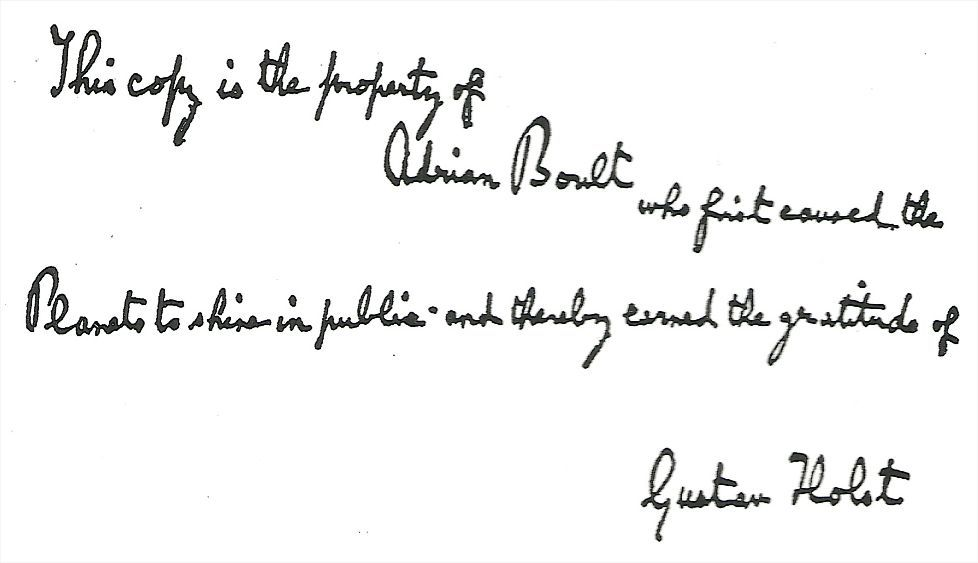
Wpis autora na egzemplarzu Planet, należącego do dyrygenta Adriana Boulta

1. Mars, the Bringer of War, (Mars, zwiastun wojny) (1914)
2. Venus, the Bringer of Peace, (Wenus, zwiastun pokoju) (1914)
3. Mercury, the Winged Messenger, (Merkury, skrzydlaty posłaniec) (1916)
4. Jupiter, the Bringer of Jollity, (Jowisz, zwiastun radości) (1914)
5. Saturn, the Bringer of Old Age, (Saturn, zwiastun starości) (1915)
6. Uranus, the Magician, (Uran, mag) (1915)
7. Neptune, the Mystic, (Neptun, mistyk) (1915)